# Patricia Ortega (cineasta)
Patricia Ortega (Maracaibo, 1977) es una directora de cine venezolana.

## Carrera

### Inicios
Ortega estudió en la Escuela Internacional de Cine y Televisión de Cuba, especializándose en dirección de cine. Después de crear algunos cortometrajes, se convirtió en presidente de la productora independiente venezolana Mandrágora Films en 2009. En los siguientes diez años, realizó diez cortometrajes de ficción y documentales con la compañía.

### Yo, imposible
Su primer largometraje, Yo, imposible, cosechó éxitos a nivel local e internacional. La película, protagonizada por la actriz colombiana Lucía Bedoya y estrenada en 2018, ha ganado casi una veintena de premios tras su paso por los festivales internacionales. Entre estos galardones destacan el premio Gamechanger en South by Southwest, el premio Maguey en el Festival de Cine de La Habana y la selección como representante venezolana en la categoría de mejor película internacional en la edición 92 de los Premios Óscar, celebrada en el año 2020.

### Actualidad
En 2019, comenzó el desarrollo de su tercer largometraje, Mamacruz.

## Filmografía
- Pasajes (2004)
- Al otro lado del mar (2006)
- El regreso (2013)
- La T invisible (cortometraje) (2017)
- Yo, imposible (2018)
- Mamacruz (2023)

## Premios y nominaciones
| Año  | Evento                                                    | Premio                                      | Obra          | Resultado | Ref.   |
| ---- | --------------------------------------------------------- | ------------------------------------------- | ------------- | --------- | ------ |
| 2013 | Festival Entre Largos y Cortos de Oriente                 | Mejor primer largometraje documental        | El regreso    | Ganadora  | [ 7 ]  |
| 2014 | Festival de Cine Latinoamericano y Caribeño de Margarita  | Pelícano dorado a mejor película documental | El regreso    | Ganadora  | [ 8 ]  |
| 2018 | Festival de Cine de La Habana                             | Premio Únete                                | Yo, imposible | Ganadora  | [ 3 ]  |
| 2018 | Festival de Cine de Valladolid                            | Premio Rainbow Spike                        | Yo, imposible | Ganadora  | [ 9 ]  |
| 2019 | Femme Revolution Film Fest                                | Mejor construcción de un personaje femenino | Yo, imposible | Ganadora  | [ 3 ]  |
| 2019 | Amsterdam LGBTI Film Festival                             | Premio de la audiencia                      | Yo, imposible | Ganadora  | [ 3 ]  |
| 2019 | Reflections of Spanish and Latin American Cinema Festival | Premio de la audiencia                      | Yo, imposible | Ganadora  | [ 3 ]  |
| 2019 | South by Southwest                                        | Premio Gamechanger                          | Yo, imposible | Nominada  | [ 10 ] |
| 2019 | Festival del cine venezolano                              | Mejor director                              | Yo, imposible | Ganadora  | [ 11 ] |
| 2019 | Festival del cine venezolano                              | Mejor guion (con Enmanuel Chávez)           | Yo, imposible | Ganadora  | [ 11 ] |
| 2019 | Houston International LGBTQ Film Festival                 | Mejor guion (con Enmanuel Chávez)           | Yo, imposible | Ganadora  | [ 12 ] |
| 2020 | Premios Platino                                           | Mejor director                              | Yo, imposible | Pendiente | [ 13 ] |